# Il était une fois (événement)
 (mai 2025).
Il était une fois… est une série de projections de classiques de l'Histoire du cinéma, présentés par le critique Philippe Rouyer de Positif et diffusés dans les cinémas Gaumont et Pathé.

## Concept
La sélection des films se porte le plus souvent sur des classiques de l'Histoire du cinéma. Les projections sont organisées une fois par trimestre dans plusieurs cinémas Gaumont et Pathé, simultanément. Chaque film est projeté en numérique dans une version restaurée et est précédé d'une vidéo d'introduction où Philippe Rouyer présente le film et donne quelques pistes pour l'analyser.
Il était une fois... existait depuis 2010, uniquement au Gaumont Parnasse, avant d'être repris par la chaîne pour une diffusion simultanée à travers la France.

## Projections 2012
| Titre                        | Réalisation          | Pays        | Date de projection |
| ---------------------------- | -------------------- | ----------- | ------------------ |
| Barry Lyndon                 | Stanley Kubrick      | Royaume-Uni | 2 avril 2012       |
| Apocalypse Now               | Francis Ford Coppola | États-Unis  | 2 juillet 2012     |
| Les Demoiselles de Rochefort | Jacques Demy         | France      | 14 octobre 2012    |

## Projections 2013
| Titre                     | Réalisation      | Pays       | Date de projection |
| ------------------------- | ---------------- | ---------- | ------------------ |
| Le Guépard                | Luchino Visconti | Italie     | 14 janvier 2013    |
| Scarface                  | Brian De Palma   | États-Unis | 9 avril 2013       |
| Les Dents de la mer       | Steven Spielberg | États-Unis | 25 juin 2013       |
| Voyage au bout de l'enfer | Michael Cimino   | États-Unis | 8 octobre 2013     |

## Projections 2014
| Titre             | Réalisation       | Pays       | Date de projection |
| ----------------- | ----------------- | ---------- | ------------------ |
| Pulp Fiction      | Quentin Tarantino | États-Unis | 11 février 2014    |
| Lawrence d'Arabie | David Lean        | Angleterre | 13 mai 2014        |
| Shining           | Stanley Kubrick   | États-Unis | 24 juin 2014       |
| Taxi Driver       | Martin Scorsese   | États-Unis | 14 octobre 2014    |
| La vie est belle  | Frank Capra       | États-Unis | 16 décembre 2014   |

## Projections 2015
| Titre               | Réalisation    | Pays       | Date de projection |
| ------------------- | -------------- | ---------- | ------------------ |
| Diamants sur Canapé | Blake Edwards  | États-Unis | 3 mars 2015        |
| Les Valseuses       | Bertrand Blier | France     | 7 avril 2015       |

## Projections 2016
| Titre                | Réalisation          | Pays       | Date de projection |
| -------------------- | -------------------- | ---------- | ------------------ |
| L'Exorciste          | William Friedkin     | États-Unis | 3 mars 2016        |
| Le Parrain           | Francis Ford Coppola | États-Unis | 27 mai 2016        |
| Le Parrain II        | Francis Ford Coppola | États-Unis | 3 juin 2016        |
| La Grande Vadrouille | Gérard Oury          | France     | 12 juillet 2016    |
| Gremlins             | Joe Dante            | États-Unis | 16 décembre 2016   |

## Projections 2017
| Titre                                              | Réalisation      | Pays       | Date de projection |
| -------------------------------------------------- | ---------------- | ---------- | ------------------ |
| Les Bronzés font du ski                            | Patrice Leconte  | France     | 20 janvier 2017    |
| Amadeus                                            | Milos Forman     | États-Unis | 16 mars 2017       |
| Alien, le huitième passager                        | Ridley Scott     | États-Unis | 28 avril 2017      |
| Fenêtre sur Cour                                   | Alfred Hitchcock | États-Unis | 11 mai 2017        |
| Indiana Jones et les aventuriers de l'arche perdue | Steven Spielberg | États-Unis | 2 juin 2017        |
| Indiana Jones et le Temple maudit                  | Steven Spielberg | États-Unis | 9 juin 2017        |
| Indiana Jones et la Dernière Croisade              | Steven Spielberg | États-Unis | 14 juin 2017       |
| Terminator 2 : Le Jugement dernier                 | James Cameron    | États-Unis | 14 septembre 2017  |
| Massacre à la tronçonneuse                         | Tobe Hooper      | États-Unis | 19 octobre 2017    |

## Projections 2018
| Titre                                               | Réalisation         | Pays                        | Date de projection |
| --------------------------------------------------- | ------------------- | --------------------------- | ------------------ |
| Impitoyable                                         | Clint Eastwood      | États-Unis                  | 18 janvier 2018    |
| Le Seigneur des anneaux : La Communauté de l'anneau | Peter Jackson       | Nouvelle-Zélande États-Unis | 9 mars 2018        |
| Le Seigneur des anneaux : Les Deux Tours            | Peter Jackson       | Nouvelle-Zélande États-Unis | 15 mars 2018       |
| Le Seigneur des anneaux : Le Retour du roi          | Peter Jackson       | Nouvelle-Zélande États-Unis | 22 mars 2018       |
| Le Silence des agneaux                              | Jonathan Demme      | États-Unis                  | 10 mai 2018        |
| Sueurs Froides                                      | Alfred Hitchcock    | États-Unis                  | 22 août 2018       |
| Cyrano de Bergerac                                  | Jean-Paul Rappeneau | France                      | 25 octobre 2018    |
| La nuit nous appartient                             | James Gray          | États-Unis                  | 13 décembre 2018   |

## Projections 2019
| Titre                          | Réalisation             | Pays              | Date de projection |
| ------------------------------ | ----------------------- | ----------------- | ------------------ |
| Raging Bull                    | Martin Scorsese         | États-Unis        | 10 janvier 2019    |
| Matrix                         | Lana et Lilly Wachowski | États-Unis        | 22 mars 2019       |
| Matrix Reloaded                | Lana et Lilly Wachowski | États-Unis        | 28 mars 2019       |
| Matrix Revolutions             | Lana et Lilly Wachowski | États-Unis        | 4 avril 2019       |
| Il était une fois dans l'Ouest | Sergio Leone            | États-Unis Italie | 26 juillet 2019    |
| Inception                      | Christopher Nolan       | États-Unis        | 29 août 2019       |
| Casino                         | Martin Scorsese         | États-Unis        | 29 novembre 2019   |
| Gladiator                      | Ridley Scott            | États-Unis        | 13 décembre 2019   |

## Projections 2020
| Titre               | Réalisation          | Pays       | Date de projection |
| ------------------- | -------------------- | ---------- | ------------------ |
| Dracula             | Francis Ford Coppola | États-Unis | 17 janvier 2020    |
| Total Recall        | Paul Verhoeven       | États-Unis | 10 septembre 2020  |
| Les dents de la mer | Steven Spielberg     | États-Unis | 29 septembre 2020  |
| Jurassic Park       | Steven Spielberg     | États-Unis | 1er octobre 2020   |

## Projections 2022
| Titre              | Réalisation          | Pays                          | Date de projection |
| ------------------ | -------------------- | ----------------------------- | ------------------ |
| Le Parrain         | Francis Ford Coppola | États-Unis                    | 25 février 2022    |
| Le Parrain II      | Francis Ford Coppola | États-Unis                    | 4 mars 2022        |
| Le Parrain III     | Francis Ford Coppola | États-Unis                    | 11 mars 2022       |
| Pulp Fiction       | Quentin Tarantino    | États-Unis                    | 12 mai 2022        |
| Le Pacte des loups | Christophe Gans      | France                        | 10 juin 2022       |
| Basic Instinct     | Paul Verhoeven       | États-Unis France Royaume-Uni | 21 juillet 2022    |
| L'Ours             | Jean-Jacques Annaud  | France États-Unis             | 23 octobre 2022    |

## Projections 2023
| Titre                       | Réalisation          | Pays                              | Date de projection |
| --------------------------- | -------------------- | --------------------------------- | ------------------ |
| Batman Begins               | Christopher Nolan    | États-Unis Royaume-Uni            | 12 janvier 2023    |
| The Dark Knight             | Christopher Nolan    | États-Unis Royaume-Uni            | 19 janvier 2023    |
| The Dark Knight Rises       | Christopher Nolan    | États-Unis Royaume-Uni            | 26 janvier 2023    |
| La Leçon de piano           | Jane Campion         | Nouvelle-Zélande Australie France | 04 Mai 2023        |
| Le Samouraï                 | Jean-Pierre Melville | France                            | 01 Juin 2023       |
| Casablanca                  | Michael Curtiz       | États-Unis                        | 08 Juin 2023       |
| 2001, l'Odyssée de l'espace | Stanley Kubrick      | Royaume-Uni États-Unis            | 16 Juin 2023       |
| Blade Runner                | Ridley Scott         | États-Unis                        | 23 Juin 2023       |
| Les Affranchis              | Martin Scorsese      | États-Unis                        | 29 Juin 2023       |
| Joker                       | Todd Phillips        | États-Unis                        | 06 Juillet 2023    |
| Le retour du Jedi           | Richard Marquand     | États-Unis                        | 21 Décembre 2023   |

## Projections 2024
| Titre                                 | Réalisation         | Pays                               | Date de projection |
| ------------------------------------- | ------------------- | ---------------------------------- | ------------------ |
| Le Nom de la rose                     | Jean-Jacques Annaud | France Italie Allemagne de l'Ouest | 02 février 2024    |
| La La Land                            | Damien Chazelle     | États-Unis                         | 09 février 2024    |
| César et Rosalie                      | Claude Sautet       | France                             | 22 février 2024    |
| Il faut sauver le soldat Ryan         | Steven Spielberg    | États-Unis                         | 06 Juin 2024       |
| Seven                                 | David Fincher       | États-Unis                         | 13 Juin 2024       |
| L'Armée des douze singes              | Terry Gilliam       | États-Unis                         | 20 Juin 2024       |
| Fight Club                            | David Fincher       | États-Unis                         | 27 Juin 2024       |
| L'Étrange Histoire de Benjamin Button | David Fincher       | États-Unis                         | 04 Juillet 2024    |
| Un prophète                           | Jacques Audiard     | France Italie                      | 20 Juillet 2024    |
| Beetlejuice                           | Tim Burton          | États-Unis                         | 01 Septembre 2024  |
| Interstellar                          | Christopher Nolan   | États-Unis                         | 27 Septembre 2024  |
| Black Swan                            | Darren Aronofsky    | États-Unis                         | 03 Octobre 2024    |
| The Grand Budapest Hotel              | Wes Anderson        | Allemagne États-Unis               | 10 Octobre 2024    |
| Mommy                                 | Xavier Dolan        | Canada                             | 21 Octobre 2024    |
| Le Dernier des Mohicans               | Michael Mann        | États-Unis                         | 28 Novembre 2024   |